# Christophe Mègbédji
Christophe Mègbédji est un homme politique béninois, plusieurs fois maire de la commune de Klouékanmè et préfet du département du Couffo en 2016.

## Biographie

### Enfance, éducation et débuts
Christophe Houinsou Mègbédji est né au Bénin.

### Carrière

#### Parcours politique
Il est trois fois maire de la commune de Klouékanmè après douze années de mandatures à tête de cette commune. En 2015, il est élu pour un troisième mandat consécutif de maire de la commune de Klouékanmè lors des élections communales de 2015. Il est alors candidat sur la liste du parti politique Union fait la nation. 

#### Carrière d'administrateur
Christophe Megbedji est nommé préfet lors du conseil des ministres du mercredi 22 juin 2016 par le président Patrice Talon,.

## Distinctions
En 2013, il est distingué « Maire de l’année » parmi 10 maires par la Fondation le Municipal œuvrant pour la bonne marche de la décentralisation au Bénin. Il est réputé pour ses initiatives de développement local, l’enracinement de la démocratie et le développement dans la commune de Klouékanmè en tant que maire,.